# Rosa Conde
Rosa Conde Gutiérrez del Álamo (ur. 7 września 1947 w Rondzie) – hiszpańska polityk i socjolog, parlamentarzystka, w latach 1988–1993 rzecznik prasowy rządu w randze ministra.

## Życiorys
Z zawodu socjolog, absolwentka Uniwersytetu Complutense w Madrycie, na którym w 1971 ukończyła nauki polityczne i ekonomiczne. Do 1983 była nauczycielem akademickim na tej uczelni. Zajmowała także różne stanowiska w administracji publicznej, m.in. kierowała rządowym instytutem badawczym Centro de Investigaciones Sociológicas.
Zaangażowała się w działalność polityczną w ramach Hiszpańskiej Socjalistycznej Partii Robotniczej (PSOE). Od 1989 do 2004 sprawowała mandat posłanki do Kongresu Deputowanych IV, V, VI i VII kadencji. Od lipca 1988 do lipca 1993 zajmowała stanowisko rzecznika prasowego dwóch gabinetów Felipe Gonzáleza (w randze ministra). Następnie do 1996 była sekretarzem stanu przy prezydium rządu.
W latach 2004–2012 pełniła funkcję dyrektora Fundación Carolina, instytucji zajmującej się promocją kontaktów kulturalnych, edukacyjnych i naukowych między Hiszpanią a krajami iberoamerykańskimi. Była też dyrektorem firmy konsultingowej, została później doradcą w działającym przy ministrze ds. prezydencji centrum badawczym CEPC.